# Mokra (Mołdawia)
Mokra (rum. Mocra, ros. Мокра) – wieś o spornej przynależności państwowej (de iure Mołdawia, de facto Naddniestrze), w rejonie Rybnica, na historycznym Podolu.
W czasach I Rzeczypospolitej wieś leżała w województwie bracławskim w prowincji małopolskiej Korony Królestwa Polskiego. W 1789 była prywatną wsią, należącą do Lubomirskich. Odpadła od Polski w wyniku II rozbioru.